# Kamaryn
Kamaryn (bělorusky Камарын, rusky Комарин – Komarin) je sídlo městského typu v Homelské oblasti v Bělorusku. K roku 2018 v něm žilo přes 1800 obyvatel.

## Poloha
Kamaryn leží na pravém, západním břehu Dněpru, který zde tvoří hranici bělorusko-ukrajinskou státní hranici. Na levém, východním břehu Dněpru zde leží ukrajinská Kyjevská oblast, ve které je Kamarynu nejbližším městem Slavutyč ležící severovýchodně, ovšem několik kilometrů od řeky a od hranice. Dalším blízkým ukrajinským městem je Černobyl ležící jihozápadně. Od Homelu, správního střediska své oblasti, je Kamaryn vzdálen přibližně 180 kilometrů jižně.

## Dějiny
První zmínka je ze 18. století.
V roce 1986 bylo město zasaženo radioaktivním mrakem z nedaleké Černobylské havárie.